# Kanat
|  | Per a altres significats, vegeu «Mina d'aigua». |

Un kanat és una entitat política governada per un kan. Es tracta d'una paraula d'origen turc. En turc modern la paraula utilitzada és hanlik i en azerí, xanat. Aquesta entitat política, especialment utilitzada a l'estepa eurasiàtica, pot significar l'equivalent de 'capitost', 'principat', 'regne' i fins i tot 'imperi'.
El territori governat per un kagan és un kaganat.